# OS-SM i segling
OS-SM i segling är ett gemensamt svenskt mästerskap för OS-klasser inom seglingen. Det första OS-SM hölls 2003.

## Värdar
- 2003 - Stenungsund (Boxvike SS, Getskärs SS, Hellevikstrands KSS, Ljungskile SS, Tjörns SS, Stenungsunds SS)
- 2004 - Malmö (Borstahusens SS, Lommabuktens SS, Malmö SS)
- 2005 - Nynäshamn (Nynäshamns SS, Dalarö BK, Lidingö SS)